# Bastian Reinhardt
Bastian Reinhardt (født 19. november 1975 i Ludwigslust, Østtyskland) er en tidligere tysk fodboldspiller, der spillede som midterforsvarer. Han var tilknyttet Hannover 96, Arminia Bielefeld og Hamburger SV.